# Alcis consors
Alcis consors là một loài bướm đêm trong họ Geometridae.